# Radiación nuclear
La emisión de partículas desde un núcleo inestable se denomina desintegración radiactiva. Y sólo sucede cuando hay un excedente de energía en el radio de la órbita.

## Los tipos de desintegración
- Alfa: emisión de partículas constituidas por dos protones y dos neutrones. Estas partículas son idénticas a núcleos de helio (4He).
- Beta: hay un tipo de desintegración, beta positivo y/o beta negativo. El beta positivo es una emisión de un positrón acompañado de un neutrino. El beta negativo es la emisión de un electrón acompañado de un antineutrino.
- Gamma: es la emisión de fotones de frecuencia muy alta. El átomo radiactivo se conserva igual, pero con un estado de energía menor.

## Leyes de la desintegración radiactiva
Las leyes de la desintegración radiactiva (descritas por Soddy y Fajans) son:
- Cuando un átomo radiactivo emite una partícula alfa, la masa del átomo resultante disminuye en cuatro unidades y el número atómico en dos.
- Cuando un átomo radiactivo emite una partícula beta, el número atómico aumenta en una unidad y la masa atómica se mantiene constante.
- Cuando un núcleo excitado emite radiación gamma, no varían ni su masa ni su número atómico, solo pierde una cantidad de energía “hν”.

Las dos primeras leyes indican que cuando un átomo emite una radiación alfa o beta, se transforma en otro átomo de un elemento diferente. Este nuevo elemento puede ser radiactivo, transformándose en otro, y así sucesivamente, dando lugar a las llamadas series radiactivas.

## Periodo de semidesintegraciónde unradioisótopo
Es el tiempo en que tarda una cierta cantidad de un radioisótopo en reducir su radioactividad a la mitad. La cantidad de radioisótopo se mide habitualmente en número de átomos de ese radioisótopo, pero igualmente se puede usar la masa de la muestra. El periodo de semidesintegración es siempre el mismo, sin importar el momento en que se empieza a contar ni la cantidad de muestra, y es característico de cada radioisótopo. Al transcurrir un periodo de semidesintegración, la radioactividad se reduce a la mitad, al transcurrir dos periodos de semidesintegración, la radioactividad se reduce a un cuarto. En general si transcurren N vidas medias, la radioactividad se reduce a 1/2N. 
No debe confundirse con la vida media. La vida media es el promedio de vida de un radioisótopo antes de desintegrarse.
Todos los isótopos tienen las mismas propiedades químicas. La producción de algunos radioisótopos utilizados en medicina nuclear se lleva a cabo colocando el isótopo estable en un reactor nuclear o bajo el haz de un acelerador de partículas y sometiéndolo a un bombardeo con neutrones u otras partículas. 
Las sustancias radiactivas por lo común no emiten neutrones, excepto algunos elementos pesados que sufren fisión espontánea. Las fuentes de neutrones se basan en inducir una reacción nuclear cuyo producto sea un neutrón.

## Interacción de la radiación con la materia
La radiación nuclear se emplea por ejemplo en la gammagrafía y en la medicina nuclear. La gammagrafía utiliza las interacciones de los rayos gamma al penetrar por los diferentes tejidos. La medicina nuclear elimina los tejidos malignos a partir de la radiactividad de elementos radiactivos introducidos en el paciente.
Los efectos de las radiaciones en los materiales son la ionización, la excitación atómica del material y la fisión. A estos le pueden seguir cambios químicos. Así por ejemplo, las partículas alfa, al penetrar en la materia, atraen a su paso eléctricamente a los electrones cercanos, produciendo la ionización de estos átomos.
Cuando un átomo radiactivo genera un positrón, este se asocia temporalmente a un electrón, formando un “átomo” llamado positronio, en el que el electrón y el positrón giran uno alrededor del otro. El positronio tiene una vida media de 10-10 segundos. Luego se aniquilan las dos partículas emitiendo rayos gamma de 511 keV.
Los rayos gamma transfieren su energía al material que atraviesan de tres formas diferentes. Estas son el efecto fotoeléctrico, el efecto Compton y la producción de pares.

### Efecto fotoeléctrico
El fotón se encuentra con un electrón del material en cuestión, transfiriéndole toda su energía, desapareciendo el fotón original.

### Efecto Compton
El fotón choca contra un electrón, el electrón solo adquiere parte de la energía del fotón, el resto de la energía se la lleva otro fotón de menor energía y desviado.

### Producción de pares
Sucede cuando un fotón se acerca al campo eléctrico de un núcleo, el fotón se convierte en un par electrón-positrón. El positrón al final de su trayecto forma un positronio y luego se aniquilan produciendo dos fotones de aniquilación.
Los neutrones no tienen carga eléctrica, pero se ven afectados por la fuerza nuclear. Los neutrones no ionizan por no interaccionar con los electrones, el único efecto que pueden producir es incidir con los núcleos, provocando reacciones nucleares o [dispersiones elásticas].

## Efectos biológicos de las radiaciones
Los efectos dañinos de las radiaciones ionizantes en un organismo vivo, se deben principalmente a la energía absorbida por las células y los tejidos que la forman. Esta energía es absorbida por ionización y excitación atómica, produce descomposición química de las moléculas presentes.
A menos de 100 mSv, no se espera ninguna respuesta clínica. Al aumentar la dosis, el organismo va presentando diferentes manifestaciones hasta llegar a la muerte. La dosis letal media es aquella a la cual cincuenta por ciento de los individuos irradiados mueren, esta es 4 Sv (4000 mSv). En ocasiones pueden aplicarse grandes dosis de radiación a áreas limitadas (como en la radioterapia), lo que provoca solo un daño local.
Cuando la radiación ionizante incide sobre un organismo vivo, las reacciones a nivel celular son principalmente en las membranas, el citoplasma y el núcleo. La interacción en las membranas produce alteraciones de permeabilidad, lo que hace que puedan intercambiar fluidos en cantidades mayores de lo normal. La célula no muere pero sus funciones de multiplicación no se llevan a cabo. En el caso de que la interacción sea en el citoplasma, cuya principal sustancia es el agua, al ser ésta ionizada, se forman radicales inestables. Algunos de estos radicales tenderán a unirse para formar moléculas de agua y moléculas de hidrógeno (H), las cuales no son nocivas para el citoplasma. Otros se combinan para formar peróxido de hidrógeno (H2O2), el cual sí produce alteraciones en el funcionamiento de las células. La situación más crítica se presenta cuando se forma el hidronio (H3O+), el cual produce envenenamiento. Cuando la radiación ionizante llega hasta el núcleo de la célula, puede producir alteraciones de los genes e incluso rotura de los cromosomas, provocando que cuando la célula se divida lo haga con características diferentes a la célula original.
Las células pueden sufrir aumento o disminución de volumen, muerte, un estado latente, mutaciones genéticas y cáncer. Estas propiedades radiactivas se pueden volver benéficas, es el caso de la radioterapia que utiliza altas dosis de radiación para eliminar tejidos malignos en el cuerpo. Sin embargo, por la naturaleza de la radiactividad, es inevitable afectar otros órganos sanos cercanos.
El daño a las células germinales resultará en daño a la descendencia del individuo. Se pueden clasificar los efectos biológicos en somáticos y hereditarios. El daño a los genes de una célula somática puede producir daño a la célula hija, pero sería un efecto somático no hereditario. Un daño genético es efecto de mutación en un cromosoma o un gen, esto lleva a un efecto hereditario solamente cuando el daño afecta a una línea germinal.
El síndrome de la irradiación aguda es el conjunto de síntomas que presentan las personas irradiadas de manera intensa en todo el cuerpo. Consiste en náusea, vómito, anorexia, pérdida de peso, fiebre y hemorragia intestinal.
Los efectos de la radiactividad en partes locales pueden ser eritema o necrosis de la piel, caída del cabello, necrosis de tejidos internos, la esterilidad temporal o permanente, la reproducción anormal de tejidos como el epitelio del tracto gastrointestinal, el funcionamiento anormal de los órganos hematopoyéticos (medula ósea y bazo), o alteraciones funcionales del sistema nervioso y de otros sistemas.
| Cantidad       | Efecto |
| -------------- | --- |
| 0mSv-250mSv    | Ninguna lesión detectable. |
| 0,5Sv (500mSv) | Posibles alteraciones de la sangre, pero ninguna lesión grave. Ningún otro efecto detectable. |
| 1Sv            | Náuseas y fatiga con posibles vómitos. Alteraciones sanguíneas marcadas con restablecimiento diferido. Probable acortamiento de la vida. Ninguna incapacitación. |
| 2Sv            | Náuseas y vómitos en las primeras veinticuatro horas. A continuación un periodo latente de una semana, caída del cabello, pérdida del apetito, debilidad general y otros síntomas como irritación de garganta y diarrea. Posible fallecimiento al cabo de dos a seis semanas de una pequeña fracción de los individuos irradiados. Restablecimiento probable de no existir complicaciones a causa de poca salud anterior o infecciones. Posible incapacitación. |
| 4Sv            | Náuseas y vómitos al cabo de una a dos horas. Tras un periodo latente de una semana, caída del cabello, pérdida del apetito y debilidad general con fiebre. Inflamación grave de boca y garganta en la tercera semana. Síntomas tales como palidez, diarrea, epistaxis y rápida atenuación hacia la cuarta semana. Algunas defunciones a las dos a seis semanas. Mortalidad probable del cincuenta por ciento..                                                 |
| 6Sv            | Náuseas y vómitos al cabo de una a dos horas. Corto periodo latente a partir de la náusea inicial. Diarrea, vómitos, inflamación de boca y garganta hacia el final de la primera semana. Fiebre y rápida extenuación y fallecimiento incluso en la segunda semana. Fallecimiento probable de todos los individuos irradiados. |

## Protección radiológica
El ser humano siempre ha estado expuesto a la radiactividad ambiental, proveniente de fuentes naturales. De media recibimos 2.4 mSv al año (aunque en ciertos lugares del planeta se alcanzan varias decenas de mSv) por estas radiaciones naturales. Una de estas fuentes naturales es la radiación cósmica, que nos llega de fuera del planeta. La atmósfera sirve de blindaje para la mayor parte de ella, pero de cualquier manera las personas reciben una dosis de 0,3 a 1 mSv al año. En un viaje trasatlántico de Europa a EE. UU., se reciben de 30 a 45 microSv. La fuente más importante de estas radiaciones es la inhalación de radón, gas natural que se emite por todos los materiales, con valores de dosis efectiva de 0,2 a 10 mSv al año.
También existen fuentes de radiaciones creadas por el hombre, como pueden ser los reactores nucleares y los aparatos para usos médicos e industriales.
Las partículas pueden afectar al hombre de forma externa e interna. Las partículas alfa no pueden afectar de forma interna, ya que solo penetran unas micras de la piel. Los emisores de partículas beta son más importantes por el poder de penetración en el tejido, unos cuantos milímetros. Los emisores gamma, y los neutrones son las fuentes que pueden afectar de forma interna, debido a su poder de penetración, por lo tanto pueden afectar a cualquier órgano.

La radiación interna se  presenta cuando la fuente radiactiva se encuentra dentro del organismo. Esa fuente puede ingresar al cuerpo por ingestión, inhalación, absorción a través de la piel o por contacto con una herida abierta. La permanencia de la sustancia en el cuerpo queda determinada por los mecanismos naturales de eliminación de los elementos químicos. Por ejemplo, una sustancia química que se elimina con la orina sólo permanecerá unas cuantas horas, pero una que se fija en los huesos permanecerá durante toda la vida del individuo.
En el manejo de fuentes radiactivas se generan residuos,como algodones, papel de filtro absorbente, etc., que quedan contaminados. Estos desechos radiactivos son concentrados en unos lugares controlados llamados almacenes de material radiactivo.
Los organismos encargados en España de proteger a las personas de las radiaciones ionizantes han fijado un límite de dosis considerada como asumible, de 100 mSv en un periodo de 5 años y como máximo 50 mSv en un solo año, para los trabajadores profesionalmente expuestos (categoría laboral otorgada por el ministerio de Industria en España, REAL DECRETO 783/2001, de 6 de julio) y 1 mSv al año para las personas que no trabajan en la industria que genera radiaciones.